# Mittalkod, Kushtagi
Mittalkod là một làng thuộc tehsil Kushtagi, huyện Koppal, bang Karnataka, Ấn Độ.